# 天主教聖弗朗西斯科-德馬科里斯教區
天主教聖弗朗西斯科-德馬科里斯教區（拉丁語：Dioecesis Sancti Francisci de Macoris）是多明尼加共和國一個羅馬天主教教區，屬聖地牙哥總教區。
教區1978年1月16日成立，管轄範圍包括山美納省、瑪麗亞·桑其斯省和杜華德省。2010年有教友591,000人，佔轄區總人口79.5%。教區下轄四十八個堂區，有六十七名司鐸。現任教區主教為福斯托·拉蒙·梅希亞·巴耶霍。